# 3D Lemmings
3D Lemmings, in Amerika als Lemmings 3D bekannt, ist ein Denkspiel von Clockwork Games. Das Spiel erschien 1995 für Sega Saturn, PlayStation und DOS. Es ist ein Teil der Lemmings-Reihe.

## Spielprinzip
Der Spieler muss in jedem Level eine Horde von bis zu 100 Lemmingen von einem Eingang zu einem Ausgang führen. Das Spiel wird mit vier verschiedene, bewegliche Kameras gespielt, um einen Überblick über das Level zu verschaffen. Während einige Level über feste Kameras verfügen, können diese in den meisten Fällen jederzeit frei bewegt werden. Einige Level umfassen Räume oder Hallen, in die die Kamera nicht hineingehen (oder herauskommen) kann und der Spieler durch Fenster hineinschauen oder den VL-Modus verwenden muss. Die Level sind in vier Schwierigkeitsstufen unterteilt. Es gibt im Spiel 20 Level, darunter noch 20 weiteren Übungsleveln. Die Zwischensequenzen werden am Ende bestimmter Level-Meilensteine gezeigt.

## Rezeption
Electronic Gaming Monthly bewerteten die PlayStation-Version mit 8 von 10 Punkten und lobten „hervorragende“ 3D-Grafik und das innovative, komplexe Gameplay. GamePro kritisierte das Spiel sagte, dass die 3D-Ansicht verwirrend sei und das Spiel eine schlechte Steuerung habe. Rob Allsetter vom Sega Saturn Magazine kommentierte, dass durch das 3D-Konzept das Gameplay umständlich und schwer zu meistern sei. PC Gamer US kürte „3D Lemmings“ zum „Besten Puzzlespiel“ des Jahres 1995. Die Herausgeber schrieben: „Wenn Sie Puzzlespiele lieben, sollte „3D Lemmings“ in Ihrer Sammlung sein.“